# Kathleen Maisey Curtis

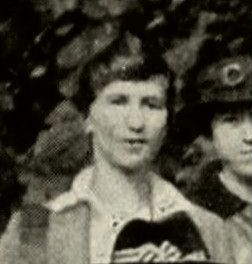
Kathleen Maisey Curtis, 1918

Kathleen Maisey Curtis (* 15. August 1892 in Foxton; † 5. September 1994 in Nelson) war eine neuseeländische Botanikerin und Mykologin. Sie war die erste Neuseeländerin, die 1919 an der University of London promovierte. Sie spezialisierte sich auf Mykologie und war eine Begründerin der Pflanzenpathologie in Neuseeland.

## Leben und Werk

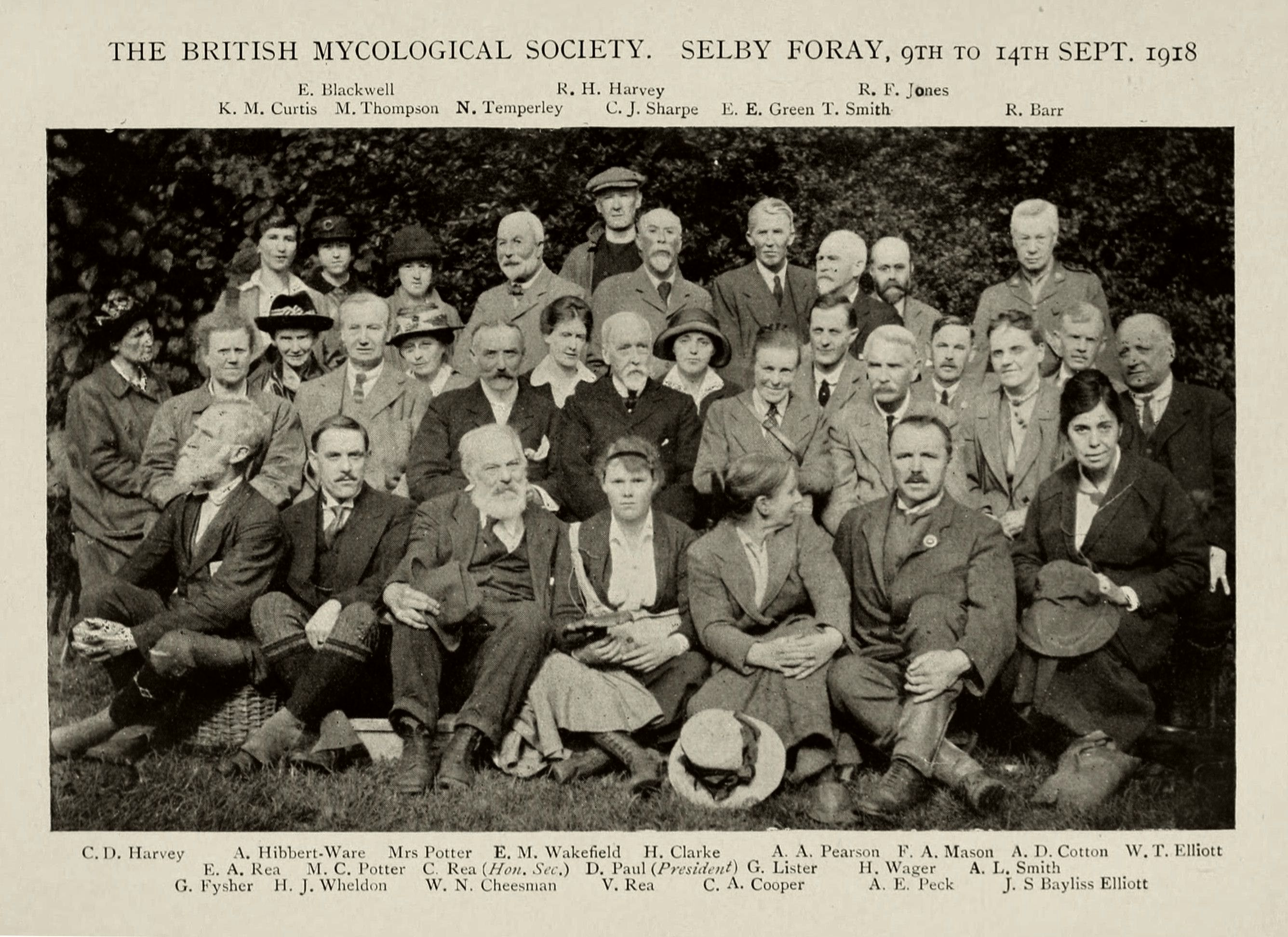
Gruppenfoto der British Mycological Society beim Selby Fungus Foray vom 9. bis 14. September 1918. Kathleen Maisey Curtis in der 4. Reihe, 1. Person von links

Curtis war die Tochter von Mary Emma Armitage und ihrem Ehemann, dem Postmeister Paul Curtis. Sie besuchte von 1899 bis 1902 die Lyttelton West School und die Auckland Girls Grammar School. Am Auckland University College studierte sie Botanik, erhielt 1914 ihren Bachelor mit einem Senior Scholarship und 1915 ihren Master mit Auszeichnung. Daraufhin erhielt sie 1851 als erste neuseeländische Frau ein Exhibition Scholarship. Mit einem Reisestipendium der Orient Steam Navigation Company wurde ihr die Fahrt zum Imperial College in London ermöglicht, das National Research Scholarship lehnte sie ab. Sie segelte 1915 nach London. Nach Abschluss ihrer Prüfungen am Imperial College wurden ihr die Huxley-Goldmedaille für Forschung und weitere Hochschulstipendien verliehen.
Curtis war die erste Neuseeländerin, die 1919 an der University of London promovierte. Ihre Dissertation beschäftigte sich mit der  Ursache von Warzenerkrankungen bei Kartoffeln (Synchytrium endobioticum) und galt als die herausragendste mykologische Forschung des Jahrzehnts. Ihre Leistungen wurden 1936 durch ihre Wahl zu dem ersten weiblichen Fellow der Royal Society of New Zealand gewürdigt.

## Forschung am Cawthron Institute

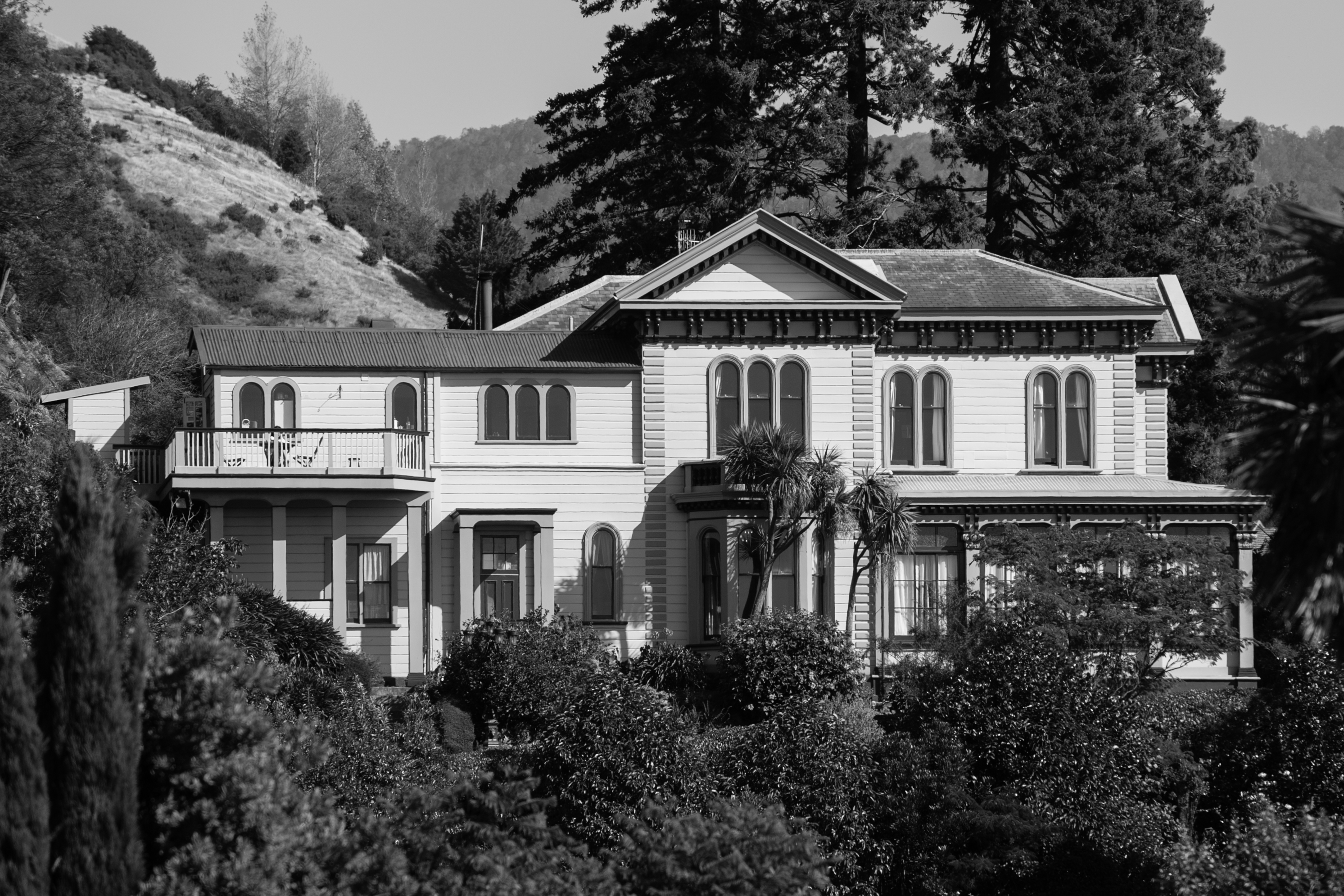
Fellworth House in Nelson, welches von 1920 bis 1970 der Sitz des Cawthron Institutes war

1920 gehörte sie zu den Gründungsmitgliedern und war die einzige Mitarbeiterin des neu gegründeten Cawthron Institute in Nelson, welches am 2. April 1921 offiziell eröffnet wurde. Curtis hatte bereits im April 1920 eine Anstellung als Mykologin in der von dem australischen Entomologen geleiteten Abteilung für Biologie Robin John Tillyard angenommen. Zuvor war der Agrarchemikers Theodore Rigg ernannt worden. Ab 1928 leitete sie dort die neu gegründete Abteilung für Mykologie. 1929 nahm sie an der Imperial Mycological Conference in London teil. Sie vertrat das Institut auch 1948 auf der Konferenz der Australian and New Zealand Association for the Advancement of Science in Hobart. 
Curtis war die erste Frau, die in Neuseeland auf eine Forschungsstelle berufen wurde, und gilt als eine der Begründerinnen des Studiums der Pflanzenpathologie in Neuseeland. Von 1921 bis 1952 veröffentlichte sie etwa 27 Forschungsarbeiten zu einer Reihe von Themen der Mykologie und Pflanzenpathologie. Besonders bemerkenswert war ihre Forschung zur Schwarzpünktchenkrankheit von Äpfeln und Birnen (Venturia inaequalis) und sie war die erste Wissenschaftlerin in Neuseeland, die Forschungen zum Thema Krankheitsresistenz bei Pflanzen durchführte und die auf die Bedeutung von Viruserkrankungen in Neuseeland aufmerksam machte.
Zu ihren 23 Veröffentlichungen in den 1920er und 1930er Jahren gehörten Abhandlungen über Feuerbrand und Schwarzfleckigkeit bei Kernobst, über das durch Pilze verursachte Absterben von Pinus radiata und über schwarze Wurzelfäule bei Tabak. Sie beschrieb auch Krankheiten, die eine direkte Bedrohung für die Wirtschaft der Region Nelson darstellten, wie das Tomaten- und Tabakmosaikvirus,  und bewertete Sprays und Düngemittel zu deren Bekämpfung. Während dieser Zeit betreute sie Experimente an der Tabakforschungsstation der Abteilung für wissenschaftliche und industrielle Forschung in Riwaka. 
Sie nahm 1944 an der Eröffnungssitzung der Nelson-Zweigstelle der New Zealand Federation of University Women (NZFUW) teil. Von 1954 bis 1956 war sie Präsidentin der Zweigstelle und nahm 1953 mit einer neuseeländischen Delegation an der Konferenz der International FUW in London teil.
Curtis ging im Dezember 1952 in den Ruhestand. Am 2. Dezember 1966 heiratete sie in Nelson Sir Theodore Rigg, der zu diesem Zeitpunkt Direktor des Cawthron Institute war. Als Lady Rigg lebte sie bis zu ihrem 102. Lebensjahr. 
Der Pilz Claustula fisheri curtis, den sie 1926 anhand von Exemplaren beschrieb, die in der Ortschaft Fringe Hill gefunden wurden, trägt ihren Namen.
Die Standard-Autorenabkürzung K.M.Curtis wird verwendet, um Curtis bei der Nennung eines botanischen Namens als Autorin anzugeben.

## Ehrungen (Auswahl)
- Senior Fellow der Royal Society of New Zealand
- Fellow der Linnean Society of London
- 1953: das Cawthron Institute eröffnet zu ihren Ehren das KM Curtis Field Laboratory
- 1994: Colin Allen malte ein Porträt von ihr, das Teil der Porträtsammlung der Royal Society Te Apārangi in Wellington ist
- 2017: 150 Women in 150 Words der Royal Society Te Apārangi

## Veröffentlichungen (Auswahl)
- The life-history and cytology of Synchytrium endobioticum (Schilb.), Perc., the Cause of Wart Disease in Potato. Philosophical Transactions of the Royal Society Ser.B. 210, 1921, S. 409–478.
- The morphology of Claustula fischeri gen. et sp.nov. A new genus of phalloid affinity. Annals of Botany. 40 (2), 1926, S. 471–477. doi:10.1093/oxfordjournals.aob.a090029.